# Mārtiņš Freimanis
Mārtiņš Freimanis (Liepāja, 7 de febrero de 1977 – Riga, 27 de enero de 2011) fue un músico, compositor y actor letón. Freimanis era el líder de popular grupo letón "Tumsa". Grabó 6 álbumes bajo el sello de "Microphone Records". También colaboró con otros músicos del país ya sea componiendo o haciendo la letra. Su proyectos más famosos fueron con Lauris Reiniks (letra), Putnu Balle (música y letra) y "Per" (música y letra).

### Eurovisión
Freimanis representó a Letonia en el Festival de la Canción de Eurovisión 2003 con el grupo de F.L.Y. con la canción «Hello From Mars». También compuso "The War Is Not Over" para los representantes letones Valters and Kaža, para la edición de 2005.

### Actor
Como actor,  Mārtiņš Freimanis apareció y protagonizó el musical "Kaupēns Mans Mīļais", la serie de televisión "Neprāta Cena" (LTV), "UgunsGrēks" (TV3) y películas como "Man patīk, ka meitene skumst" y "Dancis pa Trim" que salió en las pantallas grandes después de la inesperada y temprana muerte de Martin.

## Muerte
El 18 de enero de 2011, Freimanis fue ingresado en el Centro de Infectología de Letonia en Riga, con lo que primero se informó que era una infección grave del tracto respiratorio. Murió nueve días después. Más tarde se reveló que Freimanis murió de hepatotoxicidad empeorada por el hígado graso y un latido cardíaco débil, que había causado enfermedad renal crónica y pleuresía.